# 新田雄史
新田 雄史（にった ゆうし、1985年2月19日 - ）は、三重県松阪市出身の競艇選手。登録番号4344。身長169cm。血液型B型。96期。師匠は井口佳典（登録番号4024）、同期に平本真之、魚谷香織、篠崎元志らがいる。

## 来歴
- 三重県立松阪高等学校中退
- やまと競艇学校時代は、リーグ戦勝率8.48（準優出4　優出4　優勝2）を残し、卒業記念競走を優勝しやまとチャンプ（現・養成所チャンプ）となった。
- プライベートでは2009年4月2日、師匠である井口の第23回賞金王決定戦競走優勝祝勝会の席上において結婚を発表。8月には第一子が誕生した。
- 2013年5月26日、福岡・第40回笹川賞において念願のSG初制覇。

## 経歴

### 一般競走
- 初出走：2005年5月14日（浜名湖）
- 初勝利：2005年6月1日（津）
- 初優出：2006年5月3日（常滑）
- 初優勝：2007年9月12日（浜名湖）【G3新鋭リーグ】

### GI・SG記録
- GI初出走：2007年11月29日（尼崎）　【モーターボート大賞】
- GI初優出：2009年1月20日（びわこ）【第23回 新鋭王座決定戦】
- GI初優勝：2009年10月27日（びわこ）【開設57周年記念 びわこ大賞】
- SG初出走：2009年12月18日（住之江）【第24回 賞金王シリーズ戦】
  - 同節間SG3走目で初勝利、SG初準優出（準優勝戦は4着）
- SG初優出：2010年5月30日（浜名湖）【第37回 笹川賞】
- SG初優勝：2013年5月26日（福岡）【第40回 笹川賞】

## SG・G1・G2タイトル

### SG
- 第40回笹川賞（2013年、福岡）
- 第32回グランプリシリーズ（2017年、住之江）
- 第36回グランプリシリーズ（2021年、住之江）

### G1
- 開設57周年記念びわこ大賞（2009年、びわこ）
- 京極賞開設64周年記念競走（2016年、丸亀）
- 太閤賞競走開設64周年記念（2021年、住之江）

### G2
- 第17回モーターボート誕生祭競走（2013年、大村）